# Coupe de Suisse de rugby à XV
 (juillet 2024).
La Coupe de Suisse de rugby à XV est une compétition suisse de rugby à XV créée en 1971. Elle est organisée par la Fédération suisse de rugby à XV et met aux prises 32 équipes, dont les dix clubs participant à la Ligue nationale A.

## Palmarès
| Saison | Vainqueur                  | Score   | Finaliste                    |
| ------ | -------------------------- | ------- | ---------------------------- |
| 1971   | Genève Rugby Club 1        | –       | -                            |
| 1972   | Genève Rugby Club 1        | –       | -                            |
| 1973   | RC Cern 1                  | 13 – 11 | I.O.S. Genève                |
| 1974   | RC Cern 1                  | 4 – 3   | Stade Lausanne RC 1          |
| 1975   | I.O.S. Genève              | 32 – 7  | Genève Rugby Club 1          |
| 1976   | I.O.S. Genève              | 12 – 9  | Stade Lausanne RC 1          |
| 1977   | RC Cern 1                  | 10 – 3  | Rugby Sporting Club Genève 1 |
| 1978   | I.O.S. Genève              | 10 – 4  | RC Cern 1                    |
| 1979   | Hermance RRC 1             | 7 – 4   | RC Yverdon 1                 |
| 1980   | Hermance RRC 1             | 10 – 3  | Rugby Sporting Club Genève 1 |
| 1981   | Stade Lausanne RC 1        | 35 – 0  | Rugby Club Monthey           |
| 1982   | Stade Lausanne RC 1        | 9 – 6   | RC Cern 1                    |
| 1983   | Hermance RRC 1             | 16 – 10 | Stade Lausanne RC 1          |
| 1984   | Stade Lausanne RC 1        | 19 – 6  | RC Cern 1                    |
| 1985   | Rugby Club Nyon 1          | 10 – 0  | Lausanne UC 1                |
| 1986   | Stade Lausanne RC 1        | 15 – 14 | RC Cern 1                    |
| 1987   | RC Yverdon 1               | 12 – 0  | RC Cern 1                    |
| 1988   | RC Cern 1                  | 22 – 0  | Rugby Club Nyon 1            |
| 1989   | RC Cern 1                  | 18 – 9  | Rugby Club Nyon 1            |
| 1990   | RC Cern 1                  | 16 – 7  | Rugby Club Nyon 1            |
| 1991   | Rugby Club Nyon 1          | 15 – 4  | RC Cern 1                    |
| 1992   | RC Cern 1                  | 18 – 12 | RC Yverdon 1                 |
| 1993   | Hermance RRC 1             | 10 – 6  | Stade Lausanne RC 1          |
| 1994   | Hermance RRC 1             | 17 – 8  | RC Avusy 1                   |
| 1995   | Hermance RRC 1             | 22 – 9  | Rugby Club Nyon 1            |
| 1996   | Hermance RRC 1             | 62 – 0  | RC Avusy 1                   |
| 1997   | Hermance RRC 1             | 6 – 3   | Rugby Club Nyon 1            |
| 1998   | Hermance RRC 1             | 39 – 0  | Rugby Sporting Club Genève 1 |
| 1999   | Hermance RRC 1             | 39 – 3  | Entente RC Berne/RC Fribourg |
| 2000   | RC Genève PLO 1            | 38 – 6  | Rugby Club Nyon 1            |
| 2001   | RC Genève PLO 1            | 12 – 11 | Hermance RRC 1               |
| 2002   | RC Genève PLO 1            | 19 – 8  | Hermance RRC 1               |
| 2003   | Rugby Club Zürich 1        | 25 – 22 | Hermance RRC 1               |
| 2004   | Hermance RRC 1             | 19 – 11 | Rugby Club Zurich 1          |
| 2005   | Rugby Club Nyon 1          | 9 – 6   | Hermance RRC 1               |
| 2006   | RC Genève PLO 1            | 31 – 18 | Rugby Club Zurich 1          |
| 2007   | RC Genève PLO 1            | 21 – 11 | Rugby Club Nyon 1            |
| 2008   | RC Yverdon 1               | 11 – 10 | Hermance RRC 1               |
| 2009   | Stade Lausanne RC 1        | 30 – 22 | RC Genève PLO 1              |
| 2010   | Stade Lausanne RC 1        | 14 – 9  | Grasshoppers Club Zürich 1   |
| 2011   | RC Avusy 1                 | 14 – 11 | Hermance RRC 1               |
| 2012   | RC Genève PLO 1            | 6 – 3   | RC Avusy 1                   |
| 2013   | Grasshoppers Club Zürich 1 | 28 – 28 | Hermance RRC 1               |
| 2014   | RC Genève PLO 1            | 42 - 10 | Hermance RRC 1               |
| 2015   | -                          | -       | -                            |
| 2016   | RC Genève PLO              | 18 - 6  | Lausanne UC                  |

## Bilan
| Club                       | Titre(s) | Premier(s) - Dernier(s) |
| -------------------------- | -------- | ----------------------- |
| Hermance RRC 1             | 11       | 1979-2004               |
| RC Genève PLO 1            | 8        | 2000-2016               |
| RC Cern 1                  | 7        | 1973-1992               |
| Stade Lausanne RC 1        | 6        | 1981-2010               |
| Rugby Club Nyon 1          | 3        | 1985-2005               |
| I.O.S. Genève              | 3        | 1975-1978               |
| Genève Rugby Club          | 2        | 1971-1972               |
| RC Yverdon 1               | 2        | 1987-2008               |
| Rugby Club Zürich 1        | 1        | 2003                    |
| RC Avusy 1                 | 1        | 2011                    |
| Grasshoppers Club Zürich 1 | 1        | 2013                    |